# Bambulka a Bazilínek
Bambulka a Bazilínek je český animovaný televizní seriál z roku 1992 vysílaný v rámci Večerníčku v roce 1994. Scénář připravila Pavla Merglová. Pod režií je podepsaný její manžel Václav Mergl. Bylo natočeno 7 epizod, v délce po 7 až 8 minutách.

## Synopse
Když jde Bambulka spát, napije se ze svého hrnečku s růží, uléhá do postele a usíná. Jakmile usne, ožije na hrnečku dráček, který vylézá z růže, probouzí Bambulku, ta se zmenší a dráček Bazilínek ji odnáší za dobrodružstvím.

## Seznam dílů
1. Knoflík
2. Čertítko
3. Kastrůlek
4. Kaktusík
5. Žbluňk
6. Ku ku
7. Saň punčocháčovitá